# 库姆
库姆（Qom，[ɢom] ⓘ）是伊朗第七大都會，也是該國的第七大城市。 庫姆是庫姆省的省會，在德黑蘭以南140公里（87英里）。城市位於庫姆河河邊。根據2016年的人口普查資料，當地人口有1,201,158人。
庫姆是伊斯蘭教什葉派的聖地，因為這個城市是十二伊瑪目派第八任伊瑪目阿里·里達的妹妹法蒂瑪·本特·穆薩（俗稱法蒂瑪·瑪蘇瑪）的陵寢所在地。這個城市是世界上最大的什葉派學術中心，也是個重要的聖地，每年來這座城市朝聖的人次約有2,000萬，其中大多數是伊朗人，但也有來自世界各地的什葉派穆斯林。庫姆還以被稱為sohan（波斯語：سوهان）脆式太妃糖而聞名，sohan是當地重要的紀念品，有2,000至2,500家專門銷售“sohan”的商店存在。
庫姆是個充滿活力的工業中心，部分原因是它靠近德黑蘭。它是石油和石油產品分銷的區域中心，從安扎利港和德黑蘭起始的天然氣管道，以及從德黑蘭起始的原油管道，均穿過庫姆，抵達臨波斯灣港口-阿巴丹的煉油廠。1956年，伊朗在庫姆附近的薩拉熱發現石油蘊藏，之後在庫姆和德黑蘭之間建造一座大型煉油廠，為庫姆的繁榮增添助力。

## 地理
庫姆市位於德黑蘭以南的低矮平原上。阿里·里達的妹妹法蒂瑪·馬蘇瑪的陵墓法蒂瑪聖陵位於這座城市，什葉派穆斯林認為這兒是聖城。城市位於伊朗中部卡維爾鹽漠的邊界。
庫姆是什葉派的中心。自從伊朗伊斯蘭革命以來，神職人員的數量從大約25,000人增加到超過45,000人，非神職人員的人口數量增加則超過兩倍，達到大約700,000人。大量的金錢以善款和伊斯蘭稅的形式流入庫姆，提供給居住在當地的十位瑪雅·塔克利德(“最高神學領導”）運用。現在，庫姆的神學院數目已超過五十所，研究機構和圖書館的數目也接近兩百五十所。
神學中心和法蒂瑪聖陵是庫姆當地兩項著名的特色。另一處非常受歡迎的宗教朝聖場所，是被稱為Jamkaran的地方，此地以前座落在庫姆市城外，而現在已是庫姆城近郊的住宅區。庫姆靠近德黑蘭，神職機構可在此就近監視國家事務和做決策。許多大阿亞圖拉在德黑蘭和庫姆都設有辦公室。而許多人就在兩個城市之間通勤，因為兩地僅相距156公里（或97英里）。庫姆東南部是卡尚古城。位於庫姆南部的城鎮有代利詹、馬哈拉特、納拉格、帕迪山市、卡哈克、和嘉士伯。庫姆以東的周邊地區有塔夫雷什、薩韋、阿什提揚、和扎法略（Jafarieh）等城鎮。

### 氣候
庫姆的氣候是炎熱沙漠氣候（柯本氣候分類法中的BWh類型），由於遠離海洋，附近有副熱帶高壓籠罩，因此每年的降雨量很少。夏天氣溫很高，幾乎沒雨，而冬天的天氣則從溫暖，等西伯利亞的冷空氣團因被厄爾布爾士山脈阻擋無法進入歐洲，而被驅趕往南移動，而變得非常冷冽。這樣的情況發生在2008年1月15日，最低溫度曾降至-23°C（或-9.4°F），而較早類似的情況發生在1964年1月，其次是在1950年1月、1972年1月、和1972年12月也發生過，但溫度並沒那麼酷寒。
| 庫姆 (1986年–2010年)        | 庫姆 (1986年–2010年) | 庫姆 (1986年–2010年) | 庫姆 (1986年–2010年) | 庫姆 (1986年–2010年) | 庫姆 (1986年–2010年) | 庫姆 (1986年–2010年) | 庫姆 (1986年–2010年) | 庫姆 (1986年–2010年) | 庫姆 (1986年–2010年) | 庫姆 (1986年–2010年) | 庫姆 (1986年–2010年) | 庫姆 (1986年–2010年) | 庫姆 (1986年–2010年) |
| 月份                        | 1月                  | 2月                  | 3月                  | 4月                  | 5月                  | 6月                  | 7月                  | 8月                  | 9月                  | 10月                 | 11月                 | 12月                 | 全年                 |
| --------------------------- | -------------------- | -------------------- | -------------------- | -------------------- | -------------------- | -------------------- | -------------------- | -------------------- | -------------------- | -------------------- | -------------------- | -------------------- | -------------------- |
| 历史最高温 °C（°F）         | 23.4 (74.1)          | 26.5 (79.7)          | 35.5 (95.9)          | 36.5 (97.7)          | 41.5 (106.7)         | 44.2 (111.6)         | 47.0 (116.6)         | 45.5 (113.9)         | 41.6 (106.9)         | 36.6 (97.9)          | 28.6 (83.5)          | 22.5 (72.5)          | 47.0 (116.6)         |
| 平均高温 °C（°F）           | 10.2 (50.4)          | 13.6 (56.5)          | 19.1 (66.4)          | 26.0 (78.8)          | 31.8 (89.2)          | 37.9 (100.2)         | 40.3 (104.5)         | 39.4 (102.9)         | 34.9 (94.8)          | 27.7 (81.9)          | 18.9 (66.0)          | 12.2 (54.0)          | 26.0 (78.8)          |
| 日均气温 °C（°F）           | 4.2 (39.6)           | 7.1 (44.8)           | 12.0 (53.6)          | 18.3 (64.9)          | 23.6 (74.5)          | 29.1 (84.4)          | 31.8 (89.2)          | 30.3 (86.5)          | 25.2 (77.4)          | 19.0 (66.2)          | 11.5 (52.7)          | 6.1 (43.0)           | 18.2 (64.8)          |
| 平均低温 °C（°F）           | −1.9 (28.6)          | 0.6 (33.1)           | 5.0 (41.0)           | 10.5 (50.9)          | 15.4 (59.7)          | 20.2 (68.4)          | 23.4 (74.1)          | 21.2 (70.2)          | 15.6 (60.1)          | 10.3 (50.5)          | 4.1 (39.4)           | −0.1 (31.8)          | 10.4 (50.7)          |
| 历史最低温 °C（°F）         | −23 (−9)             | −11.2 (11.8)         | −11 (12)             | 0.4 (32.7)           | 5.4 (41.7)           | 8.0 (46.4)           | 15.0 (59.0)          | 13.5 (56.3)          | 6.5 (43.7)           | 0.6 (33.1)           | −7 (19)              | −10.5 (13.1)         | −23 (−9)             |
| 平均降水量 mm（）           | 25.4 (1.00)          | 20.5 (0.81)          | 27.7 (1.09)          | 20.2 (0.80)          | 10.4 (0.41)          | 2.3 (0.09)           | 0.7 (0.03)           | 0.3 (0.01)           | 0.8 (0.03)           | 6.2 (0.24)           | 14.3 (0.56)          | 19.4 (0.76)          | 148.2 (5.83)         |
| 平均降水天数（≥ 1.0 mm）    | 4.4                  | 4.1                  | 4.2                  | 3.9                  | 2.0                  | 0.4                  | 0.2                  | 0.1                  | 0.3                  | 1.8                  | 2.6                  | 3.2                  | 27.2                 |
| 平均降雪天数                | 3.1                  | 1.4                  | 0.3                  | 0.0                  | 0.0                  | 0.0                  | 0.0                  | 0.0                  | 0.0                  | 0.0                  | 0.1                  | 0.9                  | 5.8                  |
| 平均相對濕度（％）          | 66                   | 58                   | 48                   | 42                   | 33                   | 24                   | 23                   | 24                   | 26                   | 38                   | 52                   | 66                   | 41                   |
| 月均日照時數                | 185.0                | 194.0                | 221.5                | 233.3                | 296.6                | 351.5                | 354.5                | 347.3                | 309.9                | 263.4                | 204.9                | 172.7                | 3,134.6              |
| 来源：伊朗國家氣象局 (記錄) |                      |                      |                      |                      |                      |                      |                      |                      |                      |                      |                      |                      |                      |

## 歷史

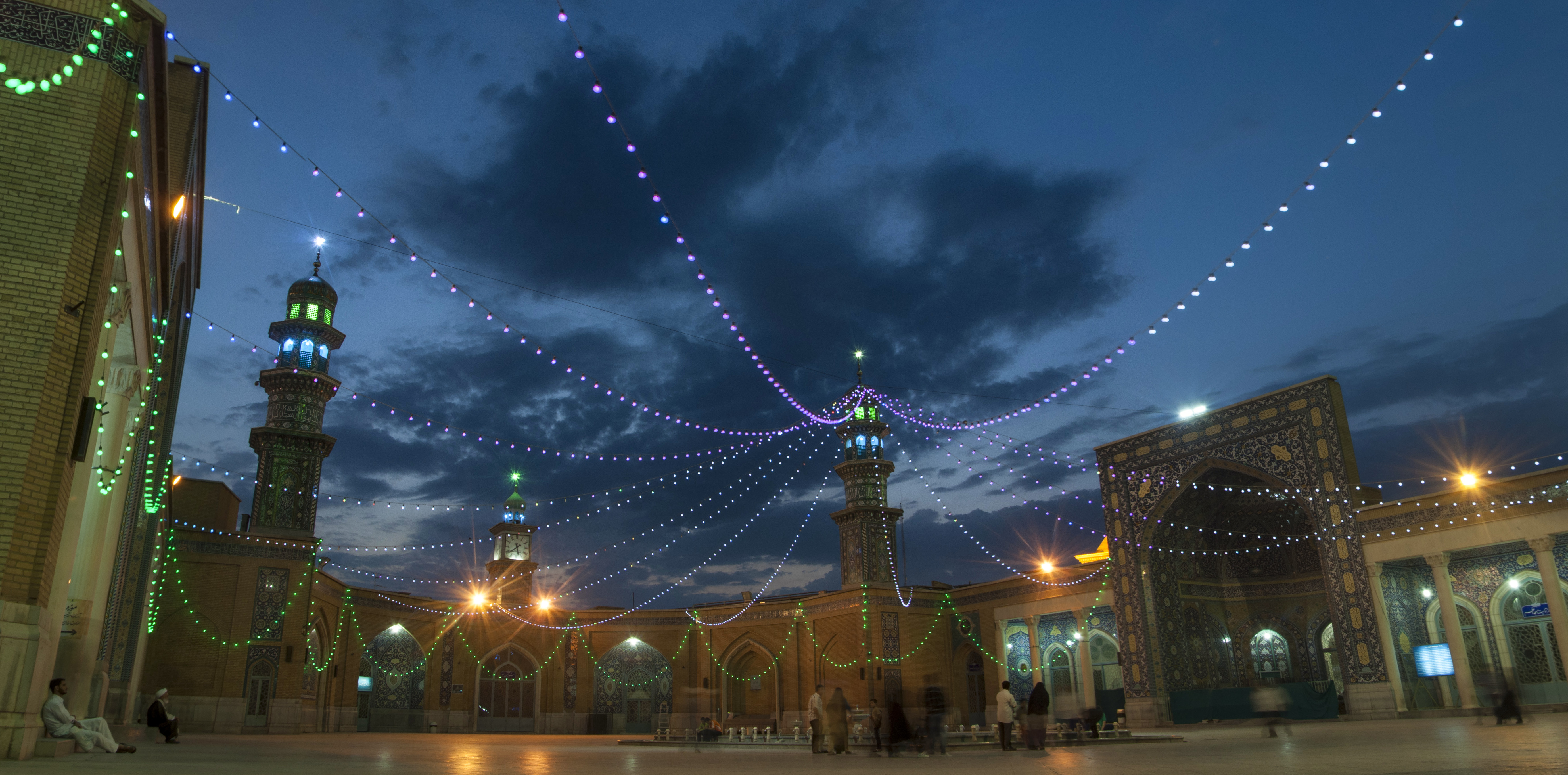
法蒂瑪聖陵旁邊的Azam清真寺

庫姆位於伊朗中部，它的歷史可追溯到遠古時代。它在被伊斯蘭征服之前的歷史有部分記錄，但更早的則記載不詳。
庫姆四周更廣闊的環境還包含許多宮殿，宗教，軍事和行政建築的痕跡。

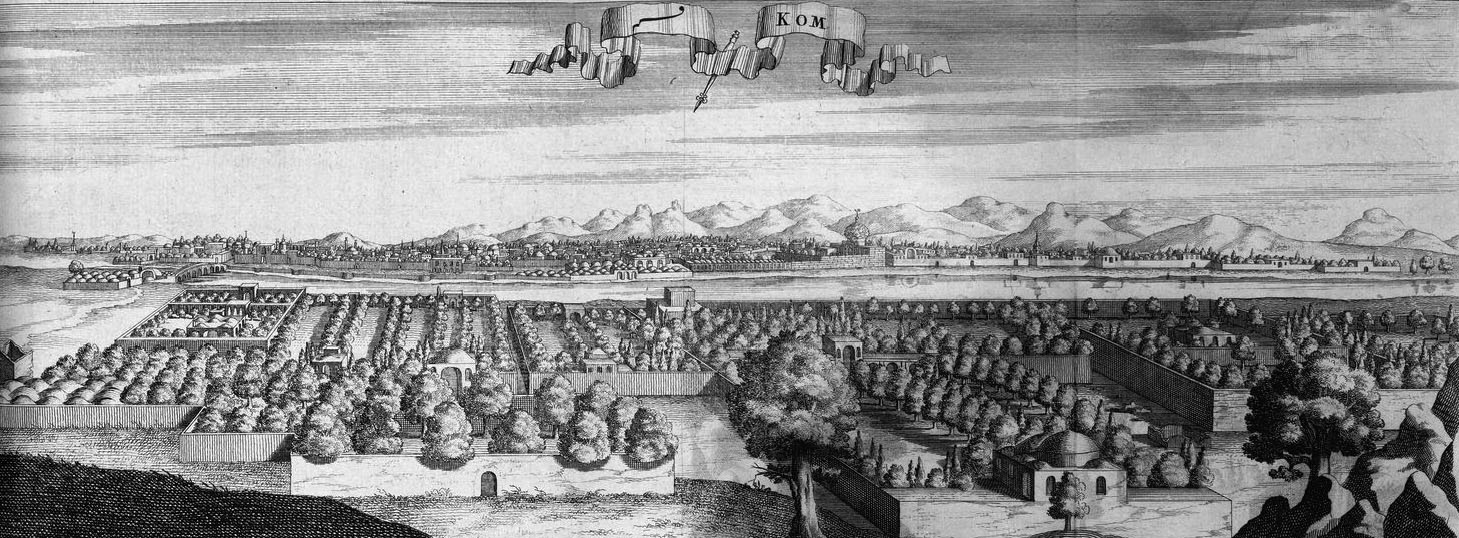
公元1723年一幅遠眺庫姆的畫作

TĀRIḴ-e QOM (庫姆歷史（The History of Qom）)的作者Ḥasan b. Moḥammad Qomi對於前述的建築提到其中一些，作者還指出在當年庫姆市區有許多火神廟，但並沒有留下考古遺跡，其中一座火廟在庫姆的地位可能等同於今天在伊斯法罕的伊瑪目清真寺。根據作者Qomi，這個地區最重要的火神廟位於附近名為Dizijan的村莊。
伊斯蘭征服波斯發生在公元第七世紀。
阿拉伯人第一次到庫姆地區永久定居是發生在Mukhtar al-Thaqafi和穆阿雷夫(Moṭarref b. Moḡira b. Šaʿba)的叛亂期間（分別在回曆66-77年/公元685–696年間），當時有一小群難民搬到那裡。
後來有一批Ashaari阿拉伯人（其祖先由葉門移居波斯）由庫法遷移來這個地區之後，對庫姆日後的發展有重大的影響。

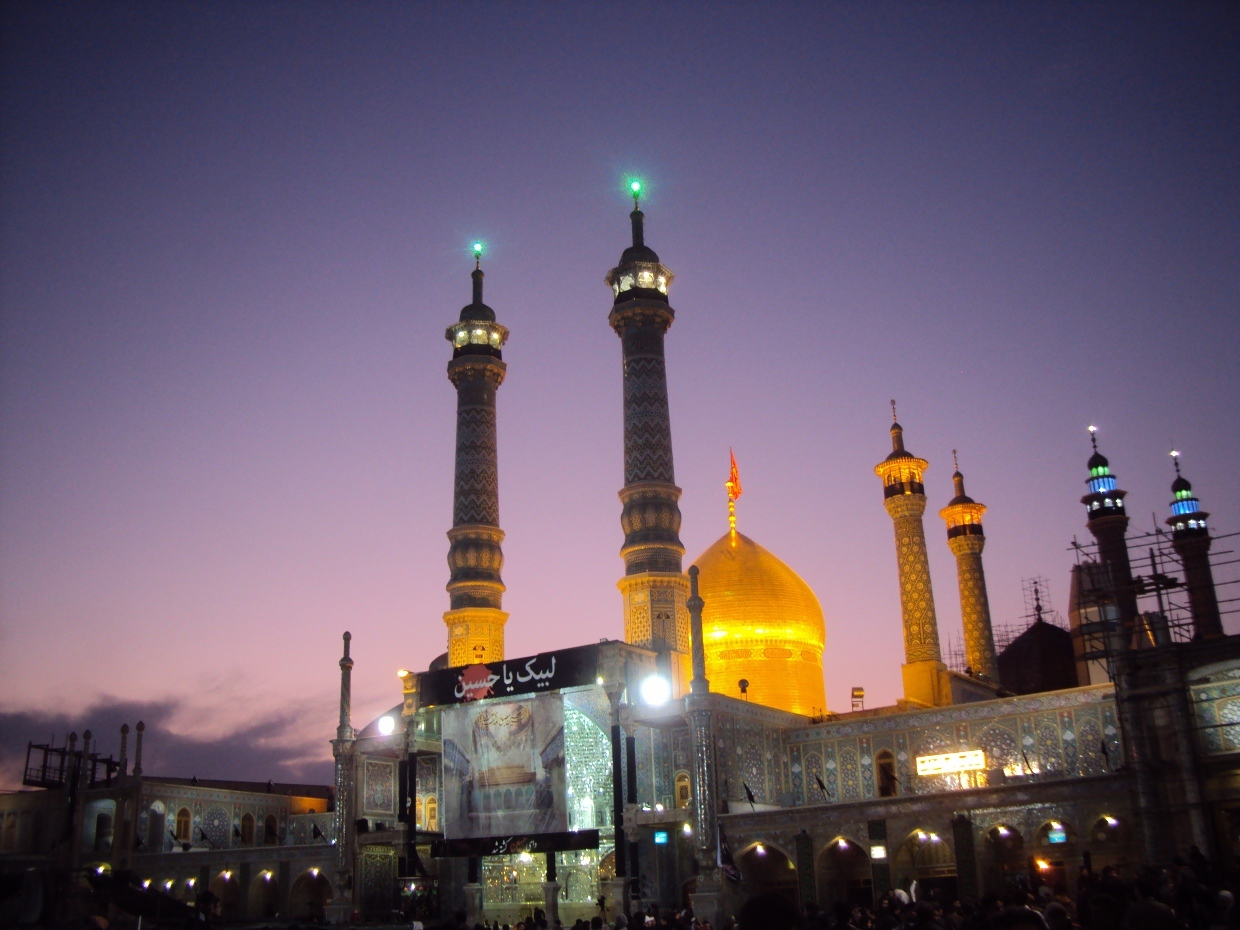
在庫姆的法蒂瑪聖陵

什葉派的阿里·里達的妹妹法蒂瑪·馬蘇瑪在回曆201年/公元816-17年間去世，這事件對於庫姆的後來歷史發展非常重要。法蒂瑪·馬蘇瑪在跟隨她的兄長去伊朗北部的大呼羅珊途中過世。她的陵寢從公元869-70年由一棟建築物，隨著時間進展，擴充成為如今宏偉，且具有重要經濟意義的聖陵。

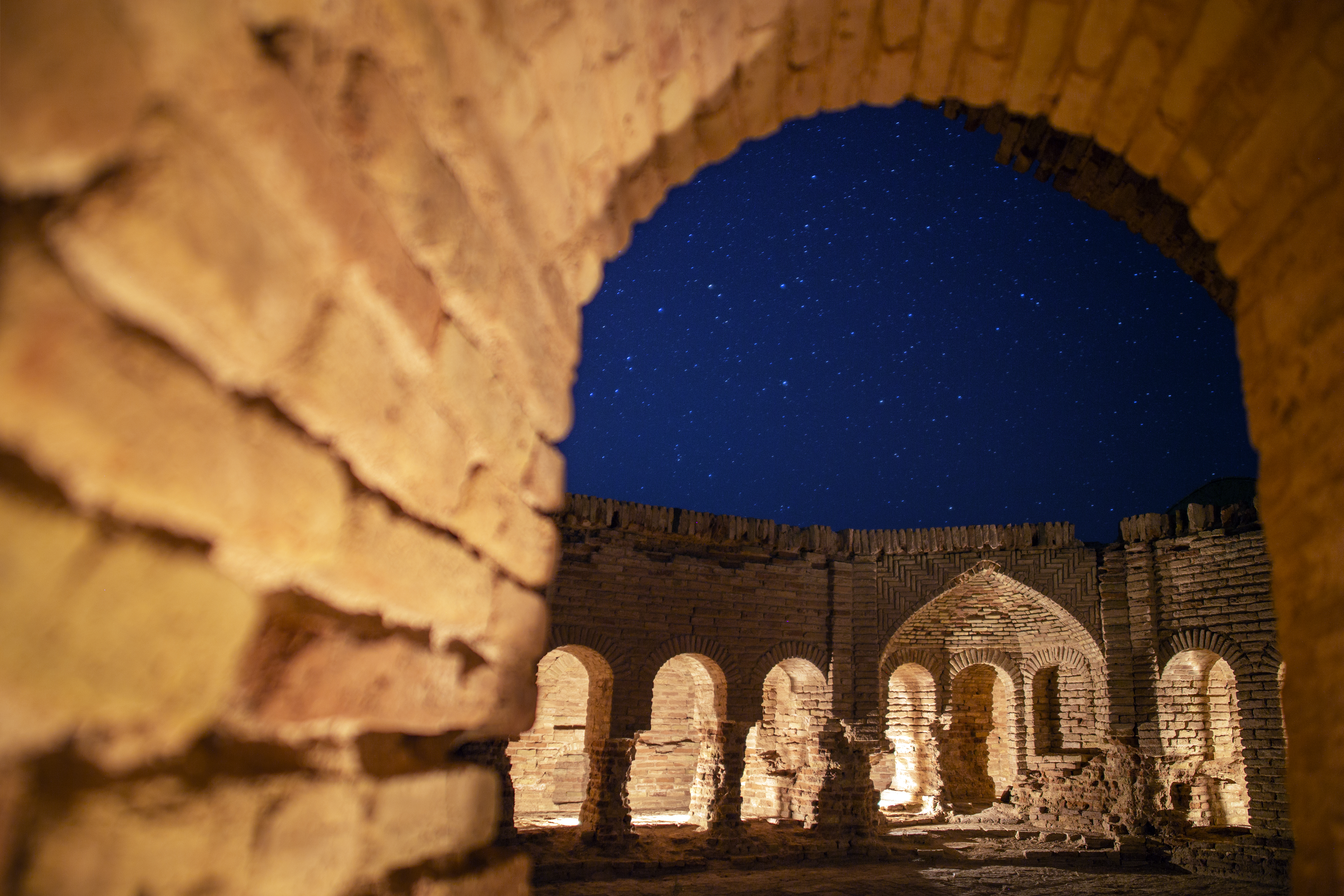
始建於薩珊王朝時代的Dayr-e Gachin商隊驛站，是伊朗歷史上最大的商隊驛站之一。

聖訓學的傳述者由庫法遷移到庫姆的過程大概發生在公元9世紀中葉，這表明庫姆作為什葉派學習中心的重要性日益提高。
庫姆的第一座賈瑪清真寺是在公元878-79年建於一座火神廟的遺址之上，但也有含糊不清的報導，說有賈瑪清真寺於更早時候在此地建造。
直到公元988-89年為止，在相對穩定的政治時期內沒有任何重大事件發生，但由於什葉派的教義影響，庫姆似乎孤立在波斯的其他地區之外。法蒂瑪聖陵區域在此時被擴大，居住在庫姆的賽義德（世人對默罕默德兩名孫子的後裔的尊稱）增加到相當大的數目。
當時庫姆的人口最多為50,000人，同時有波斯人和阿拉伯人，阿拉伯人已採用當時的波斯語作為他們的語言，並從波斯人那裡採用許多社會習俗，當時波斯人的比例可能小於阿拉伯人。庫爾德人住在西部的鄉村地區。十二伊瑪目派什葉派教徒佔人口的絕大部分，當時的許多什葉派學者都來自庫姆，或是住在這裡。在公元988-89年間，有331名男性阿里茲家族成員生活在庫姆，他們培養出許多社區領袖，除了法蒂瑪·賓特·穆薩（Fātimah bint Mūsā）之外，還提有一位傑出的女性阿里茲。這些阿里茲是第一代伊瑪目阿里的後裔，並有養老俸祿可供奉養。
除了什葉派的主流派別之外，庫姆還有其他的什葉派，也有遜尼派存在。其他有經者（即其他宗教的信徒，如猶太人、基督教徒、和祆教教徒）也住在這座城市，根據人頭稅(jezya)的資料顯示，這些有經者的人數到了公元9世紀末只能粗略估計有數千，這些人的數目在10世紀時一定已大幅縮小。這些非穆斯林中的大多數是祆教信徒，大多數以務農為生。庫姆一定有猶太人，但是關於他們的資訊不多。令人驚訝的是，到10世紀末，以前具有統治地位的Ashaari阿拉伯人已失去領導地位。這表明一種新的社會形勢已形成，即被同化為波斯人的外族人口已融入當地社會。 
阿里茲家族很有影響力，並產生許多社區領導人。另一個重要的什葉派家族是達維代爾(Daʿwidār，波斯語：دعوی‌دار)的家族，其成員是鎮上的法官（阿拉伯語：قاضی），這表明庫姆已從遜尼派統治的城鎮轉變為完全由什葉派統治的地區。
庫姆市在卡扎爾王朝時代重啟另一個繁榮時代。1915年帝俄軍隊進入卡拉季後，有許多德黑蘭居民因為與庫姆鄰近而搬遷到那裡，甚至還討論到把首都從德黑蘭轉移到庫姆的問題。但是英國人和俄國給予卡扎爾王朝最後一任蘇丹艾哈邁德沙·卡扎爾政治壓力，遷都的想法並未達成。
庫姆從1820年到1920年間衰落大約一個世紀，但是當大阿亞圖拉謝赫·阿卜杜勒·卡里姆·哈埃里·亞茲迪受邀從他任教的阿拉克(以前稱為Sultanabad)遷移到庫姆之後，這座城市再度復興，成為伊朗的宗教學習中心。
1964–65年，大阿亞圖拉霍梅尼在從伊朗流放到國外之前，曾在庫姆領導他的反對派對抗巴列維王朝。1979年伊朗伊斯蘭革命之後，霍梅尼在移居到德黑蘭之前和之後都曾在庫姆度過一段時間。（請參考霍梅尼重返伊朗）
2020年2月19日，伊朗學生通訊社報導說，伊朗最早兩起Covid-19冠狀病毒病例是在庫姆被發現。（請參考2019冠狀病毒病伊朗疫情）。

## 福爾多鈾濃縮設施
福爾多燃料濃縮工廠位於庫姆東北20英里處。國際原子能機構（IAEA）在2012年1月宣布，伊朗已開始生產用於醫療的濃縮鈾，鈾的濃度最高可達20％，而且這種產品“受到IAEA的控制和監視。”伊朗當局表示，濃縮工廠建於山中深處，以預防以色列不斷提出要攻擊這座工廠的威脅，以色列認為這座工廠所產的濃縮鈾可用作核子武器用途。然而，攻擊如此接近什葉派伊斯蘭教聖城的核子設施，有引起什葉派教派報復的風險。

## 庫姆太空發射中心
庫姆太空發射中心是伊朗航天局發射次軌道太空飛行流星3型彈道飛彈的兩個地點中的一個。